# Nallachius americanus
Nallachius americanus är en insektsart som först beskrevs av Robert McLachlan 1881.
Nallachius americanus ingår i släktet Nallachius och familjen Dilaridae. Inga underarter finns listade i Catalogue of Life.